# Clemente Villaverde
Clemente Villaverde Huelga (Cangas de Onís, Asturias, España, 8 de febrero de 1959), conocido como Clemente Villaverde, es un exfutbolista español. Jugaba en la posición de defensa y actualmente es director general del Getafe Club de Fútbol.

## Clubes
| Club               | País   | Año       |
| ------------------ | ------ | --------- |
| Atlético Madrileño | España | 1978-1981 |
| Atlético de Madrid | España | 1981-1987 |
| C. D. Málaga       | España | 1987-1990 |

## Palmarés

### Campeonatos nacionales
| Título              | Club               | País   | Año  |
| ------------------- | ------------------ | ------ | ---- |
| Copa del Rey        | Atlético de Madrid | España | 1985 |
| Supercopa de España | Atlético de Madrid | España | 1985 |

- Datos: Q5772478